# Alberto Aparicio
Pour les articles homonymes, voir Aparicio.
Alberto Aparicio (né et mort à des dates inconnues) était joueur de football international bolivien, dont le poste était milieu de terrain.

## Biographie
On sait très peu de choses sur sa carrière de footballeur sauf qu'il a évolué dans le club bolivien Feroviario La Paz, et qu'il participa au mondial 1950 au Brésil, où son pays est éliminé 8-0 au 1er tour par le futur champion du monde uruguayen. 